# مانويل اربوليدا
مانويل اربوليدا (بالإسبانية: Manuel Santos Arboleda)‏ (2 أغسطس 1979 ببوينافينتورا في كولومبيا - ) هو لاعب كرة قدم كولومبي في مركز قلب الدفاع. لعب مع أتليتيكو هويلا وإنديبنديينتي سانتا في وزاغويمبيه لوبين وسيينسيانو ولخ بوزنان ونادي ميلوناريوس وCentauros Villavicencio ‏ وديبورتيس توليما.

## وصلات خارجية
- مانويل اربوليدا على موقع قاعدة بيانات كرة القدم.إي يو (الإنجليزية)
- مانويل اربوليدا على موقع Soccerway.com (الإنجليزية)
- مانويل اربوليدا على موقع عالم كرة القدم.نت (الإنجليزية)